# نواه شيفوتا
نواه شيفوتا (بالإنجليزية: Noah Chivuta)‏ (25 ديسمبر 1983 زامبيا - ) هو لاعب كرة قدم زامبي، يلعب كلاعب وسط، شارك في كأس الأمم الأفريقية 2010.

## مسيرته

### مسيرته مع المنتخبات الوطنية
- 2007 - 2013 لعب مع منتخب زامبيا لكرة القدم 27 مباراة سجل خلالها هدفين.

### مسيرته مع الأندية
- 2001 - 2002 لعب مع تاندا رويال زولو [الإنجليزية]‏ 22 مباراة سجل خلالها 4 أهداف.
- 2006 - 2008 لعب مع بيدفيست ويتس 50 مباراة سجل خلالها 9 أهداف.
- 2008 - 2009 لعب مع سوبر سبورت يونايتد 9 مباريات.
- 2010 - 2013 لعب مع Free State Stars F.C. [الإنجليزية]‏ 61 مباراة سجل خلالها 10 أهداف.

## روابط خارجية
- نواه شيفوتا على موقع الاتحاد الدولي (مؤرشف)  (الإنجليزية)
- نواه شيفوتا على موقع قاعدة بيانات كرة القدم.إي يو (الإنجليزية)
- نواه شيفوتا على موقع ناشيونال فوتبول تيمز (الإنجليزية)
- نواه شيفوتا على موقع Soccerway.com (الإنجليزية)
- نواه شيفوتا على موقع عالم كرة القدم.نت (الإنجليزية)